# 川島喜代詩
川島 喜代詩（かわしま きよし、1926年10月29日‐2007年4月24日）は昭和から平成期の日本の歌人である。出版業に携わりながら佐藤佐太郎門下で活躍した。後「歩道」を離れ「運河」を結成、同人として活躍した。

## 経歴
- 大正15年（1926年）10月29日、東京浅草鳥越に父喜之助、母むねの次男として生まれる。家業は帽子製造卸業。
- 昭和18年　豊島商業学校に編入学、卒業。
- 昭和20年　9月まで5ヶ月間兵役に従う。
- 昭和22年　朝倉書店に入社、明治大学専門部政治経済学科に入学、同昭和25年3月卒業。
- 昭和26年　1月南青山町に佐藤佐太郎を訪問、ノートの選歌を受けて感奮、「歩道」に入会。
- 昭和28年　職場の同僚青山彩子と結婚。
- 昭和31年　上司の誠信書房に投じ多忙、作歌を中断、過労で病臥。
- 昭和35年　秋再び「歩道」に復帰。
- 昭和39年　独立自営の道を選び、新宿区西新宿に学術書出版の川島書店を創業。
- 昭和44年　第1歌集『波動』を上梓、第14回現代歌人協会賞を受賞、現代歌人協会会員。
- 昭和50年　第2歌集『層灯』を刊行。
- 昭和56年　『短歌研究1980年4月号』の「冬街30首」によって、第17回短歌研究賞を受賞。
- 昭和58年　3月同志とともに「歩道」をはなれ、「運河の会」を結成。
- 昭和58年　6月第3歌集『星雲』を刊行。同8月歌誌『運河』創刊。
- 昭和61年　第4歌集『人の香』刊行。
- 平成6年　 第5歌集『水の器』刊行。
- 平成10年　第6歌集『消息』刊行。
- 平成11年　秋田県にかほ市賀祥山禅林寺境内に歌碑建立。
- 平成12年　11月歌碑除幕式、碑歌は「大寺は山を負へれば朝闌けてわが身あづけんしづけさにあり」。
- 平成16年　大脳皮質基底核変性症の診断。
- 平成17年　第7歌集『沈黙』刊行。
- 平成19年　4月24日 気管支肺炎のため逝去。享年80。

## 歌風
第一歌集『波動』を上梓した42歳の川島喜代詩はその後記のなかで、「なぜ歌をつくるのか」と自らに問い「歌は生のあかし・・・。歌をつくる営みは世界の深奥とかかわる、この5句31音の詩型が世界への飛翔を可能にしてくれる・・・。歌が生をささえる」と述べている。
20代はじめから佐藤佐太郎の短歌に親しみ、「歩道」に入門した川島喜代詩は、正師の「純粋短歌」の写実に徹し、都会的な景物から次第に自然、世界の事物を見る目を深め、天性のしなやかな語調で自らの生の憂いをうたう短歌を詠んだ。「物を確かに見て、確かに現す」という写実の骨法は次第に深化し、後年には「見ることは気づくこと、こころを留めることであり、うたは物にこころをあずけること、人のこころを温めるもの、こころの器である」と言っている。
川島喜代詩の作歌は20代後半から70代後半にまで及んでいる。出版された7冊の歌集の総歌数は、3337首である。また詠出と歌集刊行の時期に10年ほどの遅れがあって、晩年の未出版の歌数は平成7年（69歳）から平成15年（77歳）までの8年間、800数十首にのぼり未刊のまま残された。

## 著書
- 『波動』　　昭和44年11月刊、歩道叢書83
- 『層灯』　　昭和50年11月刊、歩道叢書151
- 『星雲』　　昭和58年6月刊、短歌新聞社
- 『人の香』　昭和61年12月刊、短歌新聞社
- 『水の器』　平成6年8月刊、青娥書房
- 『消息』　　平成10年12月刊、青娥書房
- 『沈黙』　　平成17年4月刊、青娥書房
- 『歌集　川島喜代詩集』　照井方子編、平成18年7月発行、平成元年（1989年）1月から平成15年（2003年）5月までの15年間の『運河』掲載歌1800首および他誌への寄稿作品52編643首を収録。（歌集『消息』以降の平成元年～平成15年に至る全短歌に相当を収録）。国会図書館、日本現代詩歌文学館蔵

- 『出版人の萬葉集』　平成8年2月、出版人の萬葉集編集委員会／編著者代表 川島喜代詩

　　日本エディタースクール出版部